# 2008年迪亞巴克爾爆炸案
2008年迪亞巴克爾爆炸案發生於土耳其的迪亞巴克爾(Diyarbakır)。事件造成5人死亡，超過60人受傷。

## 事件經過
2008年1月3日當地時間17:00前不久，位於土耳其東南部的城市迪亞巴克爾發生汽車炸彈爆炸事件。
初步報導指出，爆炸案的目標是一輛搭乘了46名軍方人員的車輛，然而車上無人死亡。爆炸發生在Dagkapi區，該區有軍方直升機基地、軍醫院、以及大量軍方人員。
爆炸案發生在交通尖峰時間，可以在三公里以外被聽到。事件造成5人死亡，超過60人受傷。無人承認造成這起爆炸案。